# Platygyra
Platygyra Ehrenberg, 1834 è un genere di madrepore della famiglia Merulinidae.

## Descrizione
Sono coralli ermatipici che formano colonie massicce, sia piatte che a forma di cupola. I coralliti hanno una disposizione di tipo meandroide, o più raramente cerioide. I polipi sono comunemente visibili solo di notte.

## Distribuzione e habitat
L'areale del genere si estende dal mar Rosso attraverso l'oceano Indiano sino al Pacifico meridionale.

## Tassonomia
Il genere comprende le seguenti specie:
- Platygyra acuta Veron, 2000
- Platygyra carnosa Veron, 2000
- Platygyra contorta Veron, 1990
- Platygyra crosslandi (Matthai, 1928)
- Platygyra daedalea (Ellis & Solander, 1786)
- Platygyra lamellina (Ehrenberg, 1834)
- Platygyra pini Chevalier, 1975
- Platygyra ryukyuensis Yabe & Sugiyama, 1935
- Platygyra sinensis (Milne Edwards & Haime, 1849)
- Platygyra verweyi Wijsman-Best, 1976
- Platygyra yaeyamaensis (Eguchi & Shirai, 1977)